# Marina Yaguello
Marina Yaguello, née le 19 mai 1944 à Paris, est une linguiste française, professeur émérite à l'université Paris-VII. Agrégée d'anglais, de langue maternelle russe, elle travaille sur le français, l'anglais et le wolof.

## Biographie
Linguiste, Marina Yaguello est de langue maternelle russe, mais elle s'intéresse au français, à l'anglais et au wolof.
Elle enseigne à l'université Paris-VII en tant que professeure émérite.
Elle a écrit de nombreux livres de sociolinguistique, en particulier concernant le rapport des femmes au langage et la féminisation du langage : Les Mots et les Femmes, essai d’approche socio-linguistique de la condition féminine, Alice au pays du langage en 1981 et Le Sexe des mots en 1989 ou Les Fous du langages,,. Son intérêt précoce pour le sujet est mis en avant dans les débats sur l'écriture inclusive qui ont lieu dans les années 2020,,. 

Dans l'introduction de son ouvrage Alice au pays du langage, elle indique : 
«  Mais c'est en découvrant les travaux de l'Ouvroir de littérature potentielle (Oulipo) que je me suis convaincue que la langue n'était pas seulement du ressort des linguistes, qu'elle était décidément du côté du jeu. Les travaux de l'Oulipo […] constituent une réflexion linguistique authentique, dans laquelle la théorie se cache derrière le jeu. Les oulipistes [sic] sont sans doute des linguistes plus vrais que les vrais car la langue n'est pas pour eux un simple objet d'analyse abstrait. »
 Elle est invitée d'honneur de l'Oulipo en 1982.
Le 16 mars 2000, elle est invitée par Bernard Cerquiglini, directeur de l'Institut national de la langue française à une table ronde réunissant les autrices (Marie-Jo Mathieu, Nicole Cholewka et Martine Coutier) du Guide d'aide à la féminisation des noms de métiers, titres, grades et fonctions (1999), document officiel du ministère de la Culture pour la féminisation des titres et fonctions, ainsi que des chercheuses linguistes (Anne-Marie Houdebine, et Edwige Khaznadar). La table ronde a pour but de dresser un état des lieux de la féminisation en France et donne lieu à la publication d'un ouvrage par l'Institut de linguistique française aux éditions Honoré Champion.
Elle collectionne les parures ethniques et démarre une activité de créations artistiques à partir de ses collections en 2007.

## Publications
- Les Mots et les Femmes (1978), Payot.
- Alice au pays du langage, Pour comprendre la linguistique (1981), Seuil[13].
- Les Fous du langage, des langues imaginaires et leurs inventeurs (1984), Seuil[3],[14],[15].
- Catalogue des idées reçues sur la langue, Seuil, 1988[16].
- Histoire de Lettres, Des lettres et des sons (1990), Seuil.
- En écoutant parler la langue (1991), Seuil[17].
- Grammaire exploratoire de l'anglais (1991), Hachette.
- J'apprends le wolof, Damay jang wolof (1991), Karthala (en collaboration avec Jean-Léopold Diouf).
- T'ar ta gueule à la récré ! (1991), Seuil (en collaboration avec Nestor Salas).
- La Planète des langues (1993), Seuil.
- Subjecthood and Subjectivity (1994), Ophrys (ouvrage collectif).
- Le Sexe des mots (1995), Seuil.
- Language Through The Looking-Glass (1998), Oxford University Press[18].
- Petits Faits de langue (1998), Seuil[19].
- Le Grand livre de la langue française (2003), Seuil (en collaboration avec Claire Blanche-Benveniste, Jean-Paul Colin, Françoise Gadet et ali.)[20].
- Les Langues imaginaires : mythes, utopies, fantasmes, chimères et fictions linguistiques (2006), Seuil.
- La Grammaire française dans tous ses états (2021), Points[21]